# Кривоносов, Алексей Дмитриевич
Алексе́й Дми́триевич Кривоно́сов (род. 27 февраля 1961, Ленинград) — российский лингвист-русист, специалист в области PR, тренер-эксперт ООН по PR, доктор филологических наук, профессор. Заслуженный работник высшей школы Российской Федерации (2023).

## Биография
В 1983 г. окончил Ленинградский государственный университет, в 1988 г. — очную аспирантуру в ЛГУ. Защитил кандидатскую диссертацию «Именное ударение в севернорусской рукописи XVII века».
В 2002 г. защитил одну из первых в России диссертаций по проблематике PR диссертацию «PR-текст как инструмент публичных коммуникаций» на соискание ученой степени доктора филологических наук, специальность 10.01.10 — журналистика.
C 1985 г. работал в СПбГУ (ЛГУ). Преподаватель, доцент кафедры русского языка филологического факультета (1985—1996 гг.). С 1990 г. по 1996 г. — руководитель Подготовительного отделения (факультета) СПбГУ; с 1996 по 2010 г. — доцент, профессор, заведующий кафедрой связей с общественностью факультета журналистики. В 2006—2010 гг. руководитель магистерских программ «Реклама», «Связи с общественностью» по направлению «Журналистика».
С 2010 г. по наст. время работает в СПбГЭУ (ранее — СПбГУЭФ): профессор, заведующий кафедрой коммуникационных технологий и связей с общественностью.

## Научная деятельность
Профессор А. Д. Кривоносов является автором более 250 научных и учебно-методических работ (монографий, статей в ведущих рецензируемых научных журналах, учебников и учебных пособий) по истории и технологии паблик рилейшнз, методике преподавания PR, медиакоммуникации, международным коммуникациям. Индекс Хирша — 25
Организатор Всероссийских научно-практических конференций «Связи с общественностью в бизнесе, рекреации и спорте» (2011), «Миф и мифотворчество в междисциплинарной научной парадигме (2012), „Бренд как коммуникативная технология XXI века“ (2014, 2016—2018, 2019 (проведена в Париже)). Модератор секций и участник главнейших научно-практических форумов по паблик рилейшнз — Дни PR в Москве, The Baltic Communication Weekend.

## Работа в редакционных советах научных изданий
- Журнал „PR-диалог“ (научный редактор, 2004—2005).
- сборников статей „Петербургская школа PR: от теории к практике“. Вып. 1—10. (ответственный редактор, 2003—2009, 2014—2016, 2018—2019)
- Российская пиарология: тренды и драйверы». Вып. 2—8 (ответственный редактор, 2017—2019)

## Основные труды

### Монографии
- PR-текст в системе публичных коммуникаций. — СПб., 2001, 2002 (изд. 2-е, доп.).
- Массмедиа мегаполиса: колл. монография. — СПб., 2009.
- Очерки истории науки и дидактики паблик рилейшнз. — Владимир, 2011.
- Глобальная трансформация: экономика, бизнес, социум: колл. монография. — Владимир, 2012.
- Активные процессы в социальной и массовой коммуникации: колл. монография. — Ярославль, 2014.
- Методология и методика преподавания дисциплин магистерской программы «Реклама и связи с общественностью». — Челябинск, 2017. (в соавт.)
- Трансформация непрерывного образования: теория и практика развития магистерского образования в условиях экономики знаний: колл. монография. — СПб., 2017.
- Методология и методика преподавания дисциплин магистерской программы «Реклама и связи с общественностью»: Второе издание, доп. — Челябинск, 2018. (в соавт.)
- Коммуникативные технологии XXI века. К десятилетию кафедры коммуникационных технологий и связей с общественностью : колл. монография / под ред. А. Д. Кривоносова. — СПб., 2019.

### Учебники и учебные пособия
- Связи с общественностью: введение в специальность : уч. пособие (в соавт.). — СПб., 2001.
- Жанры PR-текста: учеб. пособие. — СПб., 2001.
- Основы спичрайтинга: уч. пособие. — СПб., 2003.
- Реклама и связи с общественностью: Учебное пособие (в соавт., ред.). — СПб., 2004.
- Современная пресс-служба : уч. пособие (в соавт.). — СПб., 2005.
- Очерки истории связей с общественностью: уч. пособие (в соавт., ред.). — СПб., 2005.
- Теория и практика массовой информации: уч. пособие (отв. ред.). —СПб., 2006.
- Публичное красноречие в эру спичрайтинга: уч. пособие (в соавт.). — Ярославль, 2008.
- Ситуационный анализ в связях с общественностью: учебник (в соавт.). — СПб., 2009.
- Основы теории связей с общественностью: учебник (в соавт.). — СПб., 2010.
- Копирайтинг в PR: учеб. пособие. (в соавт.). — СПб., 2011.
- Теория и практика международных связей с общественностью: учебное пособие (в соавт.). — СПб., 2013.
- Интегрированные коммуникации (Основы рекламы и связей с общественностью): учеб. пособие (в соавт, ред.). — СПб., 2014.
- Стратегические коммуникации: учеб. пособие (в соавт., отв. ред.). — СПб., 2015.
- Судебная риторика: учеб. пособие (в соавт.). — Ярославль, 2015.
- Финансовые коммуникации: учеб. пособие. — СПб., 2016.
- Ситуационный анализ в связях с общественностью: учебник. Изд. 2-е, испр. и доп. (в соавт.). — СПб., 2018.
- Основы теории связей с общественностью: учебник. Изд. 2-е, испр. и доп. (в соавт.). — СПб., 2018.
- История публичных коммуникаций: учеб. пособие. — СПб., 2018. (в соавт.)
- Копирайтинг и спичрайтинг: учеб. пособие. — СПб., 2018. (в соавт.)
- Теория и практика массмедиа: учеб. пособие. — СПб., 2019 (в соавт.)
- Этическое регулирование в журналистике, рекламе и связях с общественностью : Практикум. — СПб., 2019 (в соавт.).

## Награды
- Почётное звание «Заслуженный работник высшей школы Российской Федерации» (4 декабря 2023 года) — за заслуги в научно-педагогической деятельности, подготовке квалифицированных специалистов и многолетнюю добросовестную работу[6]
- Почетный работник высшего профессионального образования РФ (2006),
- Благодарность Министра культуры и массовых коммуникаций Российской Федерации (24 апреля 2006 года) — за вклад в развитие журналистского образования и в связи с 60-летием факультета журналистики федерального государственного образовательного учреждения высшего профессионального образования «Санкт-Петербургский государственный университет»[7],
- Благодарность Губернатора Ленинградской области (2006),
- Благодарность Законодательного собрания Санкт-Петербурга (2016).

## Членство в организациях
- Член Учебно-методического совета по направлению «Реклама и связи с общественностью» Федерального учебно-методического объединения.
- Директор Северо-Западного филиала Европейского института PR, представитель Института в Санкт-Петербурге.
- Член экспертных советов российских конкурсов по PR и маркетингу — «Серебряный Лучник» (Москва), «PRоба» (Санкт-Петербург), «Белое крыло» (Екатеринбург). «Молодой Меркурий» (Санкт-Петербург),
- Директор Северо-Западного филиала Образовательного центра Российской ассоциации по связям с общественностью им. С. Беленкова,
- Член Комитета по образованию РАСО.